# ナンシー・キャロル (1903年生の女優)
ナンシー・キャロル（Nancy Carroll、1903年11月19日 - 1965年8月6日）は、アメリカ合衆国の女優。

## 出演作品
- 年ごろ
- 薔薇色遊覧船
- 鏡の前の接吻
- 追ひつめられた女
- 暗夜行路
- 七月の肌着
- 紐育の仇討
- 私の殺した男
- 店の天使
- 小間使
- ハニー
- 危険なる楽園
- 夜の天使
- 踊子夫人
- 悪魔の日曜日
- 恋愛行進曲
- スイーティー
- 踊る人生
- 店曝らしの天使
- ウォール街の狼
- アビーの白薔薇
- マンハッタン・カクテル
- おしゃれ哲学